# أبو مالك المنتصر بن إليسع
أبو مالك المنتصر بن اليسع، المعروف باسم مدرار كان أميرًا مدراريًا من سجلماسة، الذي أعطى اسمه للسلالة.
خلف والده المنتصر بن اليسع عند وفاته حوالي سنة 823/824م. كانت أراضيها المركزية هي تافيلالت، وعاصمتها سجلماسة، لكن نطاقها امتد إلى منطقة درعة، حيث استغل مناجم الفضة، ومدينة زيز. ألقى الخطبة باسم الخليفة العباسي. وكانت له علاقات بقرطبة والرستميين من تيارت، وكان يشاركهم في مذهب الخوارج. وتزوج من أروى بنت عبد الرحمن بن رستم. وقد اتسمت نهاية حكمه بالتنافس بين ولدين، كلاهما يدعى ميمون، أحدهما من أروى بنت عبد الرحمن، المعروف باسم ميمون بن الرستمية، والأخرى من امرأة تدعى ذكية (أو حسب ابن عذاري، باقية)، المعروفة باسم ميمون بن ذكية. وبعد ثلاث سنوات من النضال، عيّن أبو مالك ميمون بن الرستمية خليفة له، إلا أنه أظهر جحوده وخلع والده، مما أثار ثورة شعبية أعلنت ميمون بن ذكيّة أميرًا، إلا أنه رفض وأعاد السلطة إلى والده. ولما أظهر نيته في إعادة الخلافة إلى ميمون بن الرستمية، ثار السكان مرة أخرى، وحاصروا أبا مالك في القصر وأعلنوا ميمون بن ذكية أميرًا، وقد قبل هذه المرة واستولى على السلطة في عام 867. 